# Madrevo
Madrevo (Bulgaars: Мъдрево) is een dorp in het noordoosten van Bulgarije, gelegen in de gemeente Koebrat in oblast Razgrad. Het dorp ligt ongeveer 38 km ten noorden van Razgrad en 292 km ten noordoosten van de hoofdstad Sofia.

## Bevolking
Op 31 december 2020 telde het dorp Madrevo 618 inwoners. Het aantal inwoners vertoont al tientallen jaren een dalende trend: in 1965 woonden er nog 1.681 personen in het dorp.
| Bevolkingsontwikkeling van Madrevo tussen 1934 en 2020 |
| ------------------------------------------------------ |
|                                                        |
| ■ Volkstellingen ■ Schatting                           |

In het dorp wonen nagenoeg uitsluitend etnische Turken, die het alevitisme aanhangen. In 2011 identificeerden 752 van de 762 ondervraagden zichzelf als etnische Turken, oftewel 98,7% van alle ondervraagden. 
| Etnische samenstelling van de respondenten (2011) | Etnische samenstelling van de respondenten (2011) | Etnische samenstelling van de respondenten (2011) | Etnische samenstelling van de respondenten (2011) | Etnische samenstelling van de respondenten (2011) |
| ------------------------------------------------- | ------------------------------------------------- | ------------------------------------------------- | ------------------------------------------------- | ------------------------------------------------- |
|                                                   |                                                   |                                                   |                                                   |                                                   |
| Bulgaren                                          | Bulgaren                                          |                                                   | 0,0%                                              | 0,0%                                              |
| Turken                                            | Turken                                            |                                                   | 98,7%                                             | 98,7%                                             |
| Roma                                              | Roma                                              |                                                   | 0,0%                                              | 0,0%                                              |
| Anders/Onbekend                                   | Anders/Onbekend                                   |                                                   | 1,3%                                              | 1,3%                                              |

Belovets - Bisertsi - Bozjoerovo - Goritsjevo - Kamenovo - Koebrat - Madrevo - Medovene - Ravno - Savin - Seslav - Sevar - Terter - Totsjilari - Joeper - Zadroega - Zvanartsi